# Preußenschild

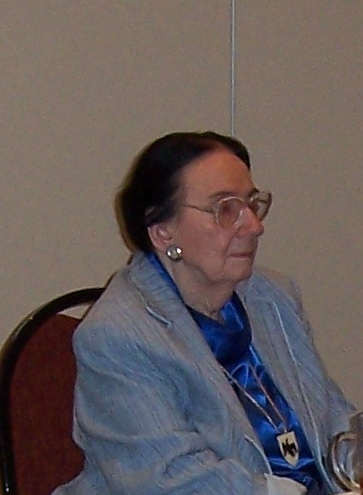
Ruth Geede mit dem Preußenschild

Der Preußenschild ist die höchste Auszeichnung der Landsmannschaft Ostpreußen.

## Stiftung
Auf Anregung von Erich Grimoni wurde die Auszeichnung im März 1957 gestiftet. Bei dem Deutschlandtreffen der Ostpreußen in Bochum im Mai 1957 wurde die Auszeichnung zum ersten Mal verliehen. Sie wird nicht in jedem Jahr verliehen und darf nur von maximal 15 lebenden Personen getragen werden. Im Januar 2023 gibt es zwei lebenden Träger der Auszeichnung.
Verliehen wird der Preußenschild immer am 25. Februar – in Erinnerung an den Tag, an dem im Jahre 1947 durch Beschluss des Alliierten Kontrollrates die Auflösung des Freistaats Preußen verfügt wurde. Der Preußenschild wird an Persönlichkeiten verliehen, die sich in außergewöhnlicher Weise um Ostpreußen und die Bewahrung seines Erbes verdient gemacht haben.

## Beschreibung und Trageweise
Der Preußenschild besteht aus einem wappenförmigen Emailleschild mit einem stilisierten schwebenden friderizianischen Adler. Herren tragen den Preußenschild auf der linken Brustseite, Damen an einer Halskette.

## Träger des Preußenschilds
1957
Manfred Graf von Brünneck-Bellschwitz, ehemaliger Landeshauptmann
Siegfried zu Eulenburg-Wicken, Oberst, Freikorps-Führer, Rittergutsbesitzer
Agnes Miegel, Dichterin
1958
Paul Hundertmarck, Kapitän a. D.
Herbert Kraus, Rechtswissenschaftler
Hans Rothfels, Historiker
1961
Wilhelm Strüvy, Generallandschaftsrat a. D.
1962
Kurt Forstreuter, Historiker und Archivar
1963
Fritz Gause, Historiker, Mitgründer Museum Stadt Königsberg in Duisburg, Protagonisten der Ostforschung
1965
Joachim Freiherr von Braun, Verwaltungsjurist, Vertriebenenaktivist
1966
Alfred Gille, Bundesvorsitzender der Landsmannschaft Ostpreußen
1967
Ulrich Le Tanneux von Saint Paul-Jäcknitz, (* 10. Juni 1887, † 29. Mai 1972), stellvertretender Vorsitzender der Ostpreußischen Herdbuch-Gesellschaft, Gutsbesitzer auf Jäcknitz, Zinten-Land
1968
Ernst Fischer, 1927/28 Landrat des Kreises Heilsberg, 1946–1959 Oberkreisdirektor in Aschendorf, Sprecher der Kreisgemeinschaft Heilsberg
Hans Matthee, Vorsitzender des Landesverbandes Berlin der LMO
Hans Reimer, Gründer der Kreisgemeinschaft Tilsit-Ragnit
Eberhard Schoepffer, Oberst, Kommandant von Elbing und Hela, Ritterkreuzträger
Bruno Zeiß
1969
Walter Grosse, Offizier u. a. beim Grenzschutz Ostpreußen, Volkswirt und Militärhistoriker
Volkmar Hopf, Jurist, Landrat im okkupierten Protektorat Böhmen und Mähren, Staatssekretär im Bundesverteidigungsministerium, Präsident des Bundesrechnungshofes
Richard Meyer, Pädagoge, Verwaltungsbeamter und Politiker
1970
Paul Wagner, Kommunalpolitiker, Vertriebenenfunktionär, er gilt als Vater des Tages der Heimat.
Karl August Knorr (* 21. November 1902, † 12. Dezember 1973)
1971
Reinhold Rehs, ehemaliger Bundestagsabgeordneter, Vertriebenenfunktionär
1972
Karl Theodor Freiherr von und zu Guttenberg, Parlamentarischer Staatssekretär a. D.
1975
Karl Dönitz, Großadmiral a. D.
1977
Richard Jaeger, Bundesminister a. D., Gegner der Ostverträge
Theodor Tolsdorff, Generalleutnant der Wehrmacht a. D., Ritterkreuz mit Eichenlaub und Schwertern und Brillanten
1979
Hans-Georg Bock, Jurist, Sprecher (Bundesvorsitzender) der Landsmannschaft Ostpreußen
1981
Hans Graf von Lehndorff, Chirurg und Schriftsteller
1982
Frida Todtenhaupt
1985
Werner Guillaume
1986
Harry Poley, Finanzbeamter führender Amtsträger des Bundes der Vertriebenen und der Landsmannschaft Ostpreußen
Friedrich Zimmermann, Bundesminister a. D.
1987
Dietrich von Lenski-Kattenau, Trakehnerzüchter
Otto Freiherr von Fircks, deutschbaltischer Landwirt, SS-Obersturmführer, (CDU)-Bundestagsabgeordneter, Landesgeschäftsführer des Bundes der Vertriebenen (BdV) in Niedersachsen
1988
Werner Marienfeld, Pfarrer i. R., Gründungsmitglied der Gemeinschaft evangelischer Ostpreußen, Schatzmeister und stellvertretender Vorsitzender der Stiftung Ostpreußen
Paul Hoppe, Apostolischer Visitator a. D.
Fritz Naujoks
1989
Herbert Czaja, ehem. Präsident des Bundes der Vertriebenen
1990
Boris Meissner, Rechtswissenschaftler, Forscher osteuropäischer Zeitgeschichte und Politik
Dieter Blumenwitz, Rechtswissenschaftler
1991
Werner Buxa, Offizier und Autor
1995
Hugo Wellems, Publizist, Journalist, Buchautor, nationalsozialistischer Funktionär, von 1967 bis 1995 Chefredakteur der Wochenzeitung Das Ostpreußenblatt
1998
Günter Petersdorf
2000
Ruth Geede, Schriftstellerin
2005
Wilhelm von Gottberg, Sprecher der Landsmannschaft Ostpreußen
2008
Herbert Beister, Tiefbauingenieur und Förderer von Projekten in Kaliningrad
2022
Barbara Loeffke, Mitinitiatorin des Ostpreußischen Landesmuseums in Lüneburg